# Phauda dimidiata
Phauda dimidiata is een vlinder uit de familie Phaudidae. De wetenschappelijke naam van de soort is voor het eerst geldig gepubliceerd in 1879 door Snellen.